# 吳逢春
吳逢春（？—？），字子沐，廣東潮州府海陽縣人，民籍，明朝政治人物。

## 生平
嘉靖二十八年（1549年）己酉科廣東鄉試第四十一名舉人。嘉靖三十八年（1559年）中式己未科會試第一百三十六名，三甲第二百一十二名進士。授行人，四十四年五月选授河南道試監察御史，十月实授。

## 家族
曾祖吳承謙；祖父吳榮；父吳雷動，母鄭氏。慈侍下。